# Baraflokkurinn
 (septembre 2023).
Baraflokkurinn est un groupe musical islandais, originaire d'Akureyri.

## Histoire
Le groupe est formé en 1979 à Akureyri, et joue de la new wave imprégnée de funk. À l'automne 1980, les membres du groupe étaient Ásgeir Jónsson au chant, Þór Freyssonà la guitare, Baldvin H. Sigurðsson à la basse, Jón Arnar Freysson au clavier et Árni Henriksen à la batterie. Árni part en 1981, et Sigfús Örn Óttarsson le remplace, et le groupe joue avec cette line-up depuis.
Baraflokkurinn joue sans interruption entre 1981 et 1984, donne de nombreux concerts, se produit entre autres au Rokk à Reykjavík, et sort trois albums studio : Baraflokkurinn en 1981, Lizt en 1982, et Gas en 1983. En 2000, la compilation Zahír sort. À cette occasion le groupe se réunit, et donne un concert au club Gauk á stång, après 16 ans d'absence. Dix ans plus tard, en 2010, Baraflokkurinn célèbre son 30e anniversaire avec un concert au centre culturel Hofi et Græna Hattin dans leur ancienne ville natale d'Akureyri. Le groupe revient aussi jouer au Græna hattinum d'Akureyri en 2012.

## Discographie
- 1981 : Baraflokkurinn
- 1982 : Lizt
- 1983 : Gas
- 2000 : Zahír (compilation)